# Колотов, Владимир Пантелеймонович
Влади́мир Пантелеймо́нович Колотов (род. 27 октября 1951) — российский радиохимик, член-корреспондент РАН (2016).

## Биография
Окончил физико-химический факультет Московского химико-технологического института им. Д. И. Менделеева (1974).
С 1974 года работает в Институте геохимии и аналитической химии им. В. И. Вернадского. В 1984 году защитил кандидатскую диссертацию «Многоэлементный нейтронно-активационный анализ с субстехиометрическим выделением».
Научные интересы: нейтронно-активационный анализ, анализ особо чистых веществ, гамма-спектрометрия, разработка малоактивируемых материалов для термоядерного реактора.
Доктор химических наук (2007, диссертация «Теоретические и экспериментальные подходы к решению задач активационного анализа, гамма-спектрометрии и создания малоактивируемых материалов»).
В настоящее время (2017) — заместитель директора по науке (аналитическая химия), зав. лабораторией радиоаналитических и электрохимических методов ГЕОХИ РАН. С 2021 года является главным редактором «Журнала аналитической химии».
Участник и руководитель разработки новых алгоритмов и компьютерных программ для прецизионной гамма-спектрометрии, активационного анализа, изотопной идентификации, расчета сложных ядерных трансмутаций при облучении веществ. Под его научным руководством разработаны многоэлементные методики радиоактивационного анализа.

## Награды и премии
- Медаль ордена «За заслуги перед Отечеством» II степени (5 февраля 2024 года) — за большой вклад в развитие отечественной науки, многолетнюю плодотворную деятельность и в связи с 300-летием со дня основания Российской академии наук[1].
- Награждён медалью Джорджа Хевеши — международной наградой за достижения в радиоаналитической и ядерной химии (The Hevesy Medal Award 2021).
- Награждён в 2022 именной премией РАН имени В. Г. Хлопина за цикл работ «Теоретические и экспериментальные решения в гамма-спектрометрии, активационном анализе для целей радиохимии и разработки радиоэкологически безопасных конструкционных материалов для ядерной энергетики».